# Purperreiger
De purperreiger (Ardea purpurea) is een lid van de reigerfamilie (Ardeidae).

## Kenmerken

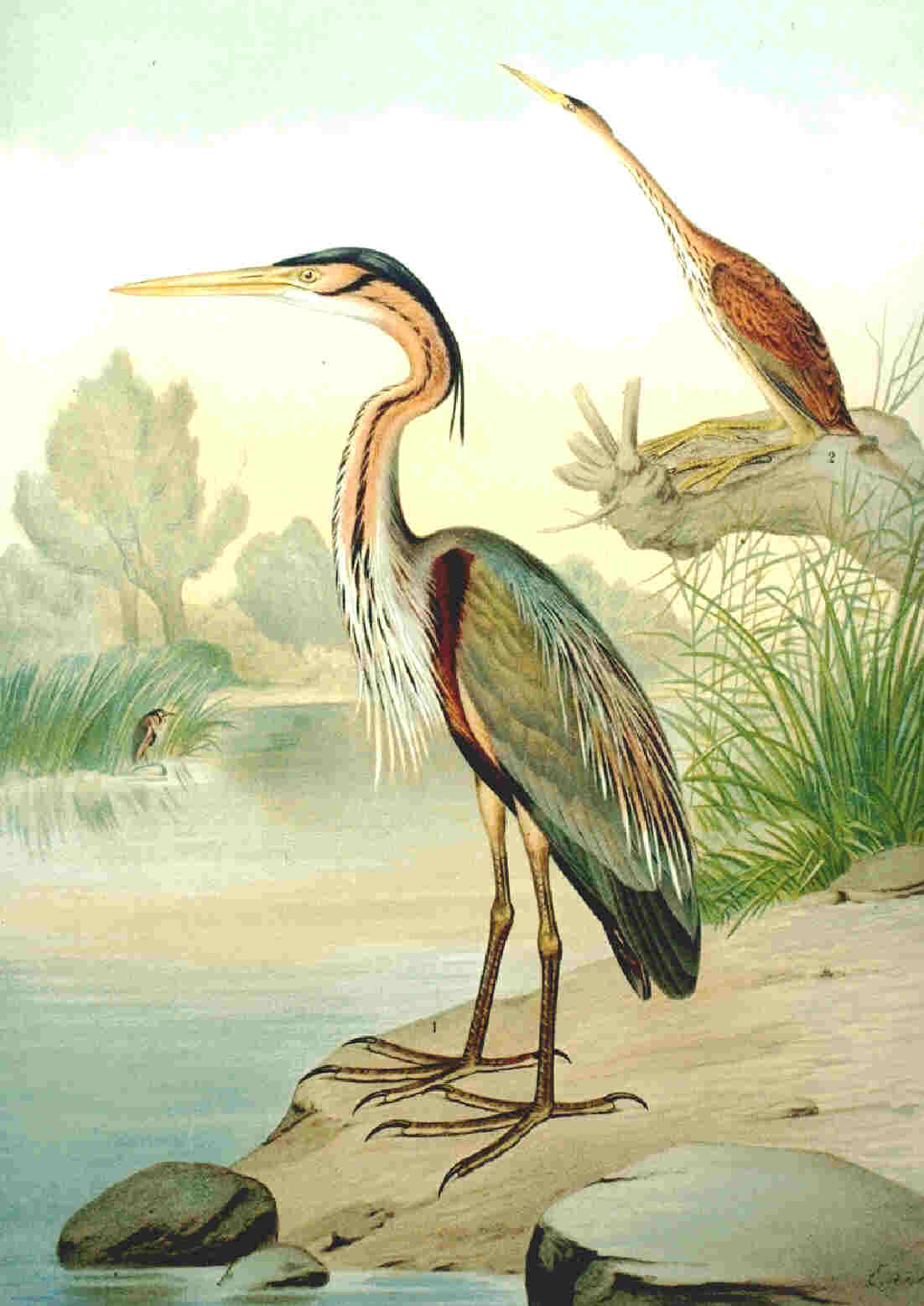
Ardea purpurea
(1905), Naumann, Naturgeschichte der Vögel Mitteleuropas

De purperreiger is donkerder, kleiner en vooral slanker dan de blauwe reiger. In vlucht vallen vooral de ver uitstekende poten met lange tenen op.

## Leefwijze en Voortplanting
Het voedsel bestaat vooral uit vis en amfibieën, die in ondiep open water gevangen worden. Hij vist in helder water vanuit begroeide oevers en is makkelijk te verstoren. De vogel broedt koloniegewijs in drassig gebied met overjarig rietland, laag struweel en broekbos. Een legsel bestaat meestal uit vier tot vijf eieren, die 25 tot 30 dagen worden bebroed.

## Verspreiding en leefgebied
Deze soort broedt in een groot gebied dat reikt van Afrika tot Centraal- en Zuid-Europa en diep in Zuid- en Oost-Azië. De Europese populatie bestaat uit trekvogels die overwinteren in Afrika. De vogel is verder een zeldzame dwaalgast ten noorden van het broedgebied. De purperreiger is een moerasbewoner.
Er zijn vier ondersoorten:
- A. p. purpurea: van zuidelijk en centraal Europa tot centraal Azië en het Midden-Oosten, Afrika bezuiden de Sahara.
- A. p. bournei: Kaapverdische Eilanden.
- A. p. madagascariensis: Madagaskar.
- A. p. manilensis: zuidelijk en oostelijk Azië tot de Filipijnen en Indonesië.

## Status in Nederland en Vlaanderen
Vanaf zeker 1800, maar mogelijk eerder, broeden er purperreigers in Nederland. Het aantal zal in de loop van de 19de eeuw zijn gedaald door het droogleggen en ontginnen van moerasgebieden. De eerste tellingen zijn van 1971 en 1977, toen waren er 900 broedparen. Dit aantal daalde naar 300 in 1984, na een korte opleving werd rond 1990 een dieptepunt onder de 250 broedparen bereikt. Dit had waarschijnlijk te maken met een jarenlange droogteperiode in de Sahel. Sinds 1990 is sprake van een gestadige stijging. Volgens SOVON waren er in 2007 523 en in 2014 ca. 850 broedparen in Nederland. De grootste kolonie broedt in de Zouweboezem bij Ameide.
De soort staat als niet bedreigd op de internationale Rode Lijst van de IUCN maar valt wel onder de AEWA.
De soort is in 2004 als bedreigd op de Nederlandse Rode Lijst gezet. Dankzij deze beschermde status verklaarde de Raad van State een besluit tot het plaatsen van windmolens bij natuurreservaten in Overijssel in 2009 nietig.
De purperreiger staat niet op de Vlaamse Rode Lijst.

## Status wereldwijd
De grootte van de totale populatie is in 2015 geschat op 180-380 duizend volwassen vogels. Op de Rode lijst van de IUCN heeft deze soort de status niet bedreigd.